# Bassines
Pour l'homonyme sans le S final, voir Bassine.
Bassines est un hameau belge de l'ancienne commune de Méan, situé en Wallonie dans la commune de Havelange et la province de Namur.
Dans ce hameau se trouvait un château, ancienne résidence des comtes van den Steen de Jehay. Le château a été démoli en 1984, et la propriété est restée jusqu'en 1996 aux descendants de la famille des comtes van den Steen de Jehay. Aujourd'hui il ne reste uniquement du château qu'une partie des dépendances composée de deux logis séparés par un porche ainsi que le caveau de la famille van den Steen.
Pendant la dernière guerre, le comte Herbert van den Steen de Jehay décida de mettre son château à disposition pour abriter des enfants juifs et des résistants. L'organisation se fit sous la direction du professeur Eugène Cougnet. Dans la nuit du 25 octobre 1943, le Feldendarmerie allemande fit une rafle au château. Tous les occupants dont une quarantaine d'enfants furent emprisonnés et le directeur Eugène Cougnet fut déporté à un camp de concentration et ne survécu pas. 
Le sauvetage de ces enfants est dû au fait que des enfants jusqu’à 16 ans et sans parents n’étaient pas encore déportés, mais provisoirement placés dans les homes de l’Association des Juifs,. Le 7 janvier 1982 Eugène Cougnet fu déclaré Justes parmi les Nations. Une plaque commémorative à Méan témoigne de son grand courage par lequel les 40 enfants furent sauvés. 